# Кравчук Роксолана Миколаївна
Роксолана Миколаївна Кравчук (нар. 7 листопада 1997, Турійськ, Волинська область, Україна) — українська футболістка, нападниця полтавської «Ворскли».

## Клубна кар'єра
Народилася в смт Турійськ Волинської області. Футбольну кар'єру розпочала 2010 року в «Томі-Едельвейсі» з Володимир-Волинського, в якому відіграла 1 сезон. З 2011 по 2013 рік виступала за франківську «Освіту-ДЮСШ-3». З квітня по вересень 2013 рік грала за калуський «Нафтохімік».
На початку жовтня 2013 року перейшла до «Житлобуду-2». У складі харківського клубу в жіночій Лізі чемпіонів дебютувала 22 серпня 2017 року в програному (0:1) виїзному поєдинку 1-го туру проти румунської «Олімпії» (Клуж). Роксолана вийшла на поле в стартовому складі, а на 68-ій хвилині її замінила Вікторія Головач. Дебютним голом за «Житлобуд-2» в Лізі чемпіонів відзначилася 19 листопада 2020 року на 29-ій хвилині переможного (2:0) виїзного поєдинку проти сараєвського СФК 2000. Кравчук вийшла на поле в стартовому складі, а на 76-ій хвилині її замінила Юлія Титова.
У 2022 році, після повномасштабного російського вторгнення в Україну тимчасово виїхала до Чехії, де доєдналася до команди «Славія» (Прага) та стала чемпіонкою Чехії. 
Кравчук багаторазова чемпіонка України та володарка національного кубку, також в її активі більше ніж 100 професійних голів в складі українських команд, тому вона входить до символичного клубу бомбардирів імені Світлани Фрішко.
В сезоні 2023/24 років Роксолана Кравчук забила 17-ть м'ячів та стала кращою бомбардиркою чемпіонату України. 

## Кар'єра в збірній
У футболці дівочої збірної України WU-17 зіграла 3 матчі.
Виступала й за молодіжну збірну України, у футболці якої дебютувала 13 вересня 2014 року в переможному (1:0) домашньому поєдинку молодіжного жіночого чемпіонату Європи проти «молодіжки» Азербайджану. Роксолана вийшла на поле в стартовому складі та відіграла увесь матч.
У футболці національної збірної України дебютувала 1 грудня 2020 року в переможному (2:1) домашньому поєдинку 10-го туру кваліфікації чемпіонату Європи проти збірної Чорногорії. Роксолана вийшла на поле на 83-ій хвилині, замінивши Ніколь Козлову.

## Досягнення
«Житлобуд-2», «Ворскла»
- Чемпіонат України
  -  Чемпіонка (5): 2016, 2017, 2020, 2023, 2024
  -  Срібна призерка (3): 2014, 2018, 2019
  -  Бронзова призерка (1): 2015
- Кубок України
  -  Володарка (4): 2020, 2021, 2022, 2023

«Славія» (Прага)
- Чемпіонат Чехії
  -  Чемпіонка (1): 2022